# Jules Mondos
Jules Mondos, né à Charenton-le-Pont (Val-de-Marne) le 30 décembre 1867 et mort dans le 9e arrondissement de Paris le 20 mai 1932, est un acteur français.

## Biographie
Fils de Jean Auguste Mondos et de Marie Louise Lorrin, mariés à Sévignac (Basses-Pyrénées) en 1866, Jules Mondos, après avoir obtenu un deuxième prix de comédie au Conservatoire de Paris en juillet 1888, commence sa carrière théâtrale au théâtre du Palais-Royal puis à partir de septembre 1889 à l'Odéon où il restera deux ans.
Ensuite il se produit sur de nombreuses scènes parisiennes dont le théâtre de l'Athénée, le Vaudeville — où il créa, le 23 décembre 1913, La Belle Aventure de Robert de Flers, Gaston Armand de Caillavet et Étienne Rey — et au théâtre de la Porte-Saint-Martin.
Jules Mondos effectue également de nombreuses tournées en province, à l'étranger (Belgique, Suisse) ainsi qu'en Algérie, en particulier avec les tournées Charles Baret.
En 1909, il entame parallèlement une carrière cinématographique en débutant dans deux courts-métrages d'André Calmettes et de Michel Carré, tous deux metteurs en scène issus du théâtre. Il tourne ainsi dans quelque 26 films (dont 3 parlants) jusqu'en 1931.
Comme pour la majorité de ses confrères non mobilisables, la première guerre mondiale va le contraindre à ralentir sérieusement ses activités, la plupart des théâtres ayant dû interrompre ou réduire leur programmation après l'envoi sur le front de leurs effectifs masculins les plus jeunes. Jules Mondos parvient néanmoins à obtenir les quelques engagements nécessaires à la satisfaction de ses besoins pendant les quatre années de conflit.
La réouverture des salles et la reprise des tournages après l'Armistice lui permettent de retrouver une activité normale jusqu'à la fin des années 1920. Mais le comédien vieillissant est désormais confronté à une nouvelle génération d'acteurs de formation moins classique et au jeu plus moderne qui vont progressivement le marginaliser. Le comédien « à la tête en caoutchouc », comme l'avait dépeint un critique de théâtre à ses débuts, qui pouvait passer indifféremment d'un rôle d'aristocrate à celui de domestique, ne fait plus recette. Son dernier engagement connu au théâtre remonte à 1930, et il tourne son dernier film en 1931. Pendant la dernière année de sa vie, Jules Mondos mène une existence modeste et effacée en vivant sur ses économies.
Sa mort serait sans toute passée totalement inaperçue si les circonstances dramatiques entourant sa disparition n'avaient fait l'objet de nombreux articles dans la presse de l'époque.
En 1932, les proches de Jules Mondos sont, depuis quatre mois, sans nouvelles du comédien. Le 23 septembre 1932, le commissaire de police du quartier Saint-Georges, à la suite de la plainte de voisins, fait forcer la porte de son appartement situé au second étage de l'immeuble du 9 rue Clauzel dans le 9e arrondissement de Paris. Le corps de l'acteur est découvert allongé sur son lit dans un état avancé de décomposition. Le médecin légiste conclut à une mort due à des causes naturelles, sans doute une crise cardiaque,. La date de son décès remonte très probablement au 20 mai précédent, jour où il a été aperçu pour la dernière fois par la concierge.
Mort célibataire et sans famille connue, Jules Mondos est inhumé le 29 septembre 1932 au cimetière parisien de Pantin au frais de l'Union des artistes.

## Théâtre
- 1887 : Le Tigre de la rue Tronchet, comédie-vaudeville en 3 actes de Pierre Decourcelle et Henri Kéroul au théâtre des Menus-Plaisirs : Eusèbe
- 1888 : Le Bain de la mariée, comédie-bouffe en 1 acte de Gabriel Astruc et Pierre Soulaine au théâtre du Palais-Royal : Adolphe
- 1889 : Mes aïeux, comédie en 3 actes de Clairville et Ernest Depré au théâtre du Palais-Royal : Hippolyte
- 1889 : La Famille Benoiton, comédie en 5 actes de Victorien Sardou au théâtre de l'Odéon : Muller
- 1889 : Les Femmes savantes, pièce en 5 actes de Molière au théâtre de l'Odéon : Bélise
- 1889 : Le Mariage de Figaro, comédie en 5 actes de Beaumarchais au théâtre de l'Odéon : Basile
- 1889 : Shylock ou le Marchand de Venise, comédie en 3 actes et 7 tableaux d'Edmond Haraucourt d'après Shakespeare au théâtre de l'Odéon : le vieil avocat
- 1891 : Les Deux Camille, comédie-vaudeville en 3 actes d'Eugène Médina et Henri Gourdier au théâtre Déjazet : Philidor Boulingrin
- 1892 : Les Joyeuses commères de Paris, fantaisie en 5 actes et 15 tableaux de Catulle Mendès et Georges Courteline, musique de Gabriel Pierné au Nouveau-Théâtre : le bon cocher
- 1893 : Paris-Printemps, revue d'Adrien Vély et Alévy au théâtre d'Application : Henri IV
- 1893 : Divorçons !, comédie en 3 actes de Victorien Sardou et Émile de Najac (en tournée) : Desprunelles
- 1894 : Pignerolles malade, comédie en 1 acte de Richard O'Monroy à la Comédie-Parisienne : le docteur Microbus
- 1894 : Nuit de carnaval, pantomime en 3 parties, musique d'Émile Bonnamy au théâtre de la Renaissance : un vieux Monsieur
- 1894 : Sabre au clair !, pièce militaire en 8 tableaux de Jules Mary au théâtre de la Porte-Saint-Martin : le bleu
- 1895 : Mademoiselle Pygmalion, pantomime en 3 actes de Michel Carré et Jean Hubert, musique de Francis Thomé, au théâtre de la Renaissance : Abraham Ida[14]
- 1896 : Le Droit aux étrennes, vaudeville en un acte de Georges Courteline au Théâtre-Salon : Landhouille
- 1896 : Chipacaïssa et Cie, comédie-vaudeville  en 3 actes d'Ernest Duchesne et Ossip Loew au théâtre Déjazet : Chipacaïssa
- 1897 : Une Altesse à la mer, fantaise-revue en 3 actes de Maurice Froyez et Georges Berr au Théâtre-Salon : Bergamin
- 1899 : La Mariée du Touring-Club, vaudeville en 4 actes de Tristan Bernard au théâtre de l'Athénée : l'ingénieur Le Hotois
- 1899 : L'Amour pleure et rit, comédie en 3 actes d'Auguste Germain au théâtre de l'Athénée : M. Dubois père
- 1900 : La Statue du Commandeur, pantomime en 3 actes de Paul Eudel et Évariste Mangin, d'après Champfleury, au théâtre de l'Athénée : Sganarelle
- 1900 : Notre ami, comédie en 2 actes de George Mitchell au théâtre de l'Athénée : Marius Pressant
- 1900 : Les Demi-vierges[15], comédie en 3 actes de Marcel Prévost au théâtre de l'Athénée : Espiens
- 1900 : L'Homme à l'oreille coupée, ou Une mauvaise plaisanterie, comédie en 3 actes de Francis de Croisset et Jacques Richepin au théâtre de l'Athénée : M. Léger
- 1901 : L'Étude Tocasson, comédie-vaudeville en 3 actes d'Albin Valabrègue et Maurice Ordonneau au théâtre des Folies-Dramatiques : Me Tocasson
- 1901 : Le Billet de logement, vaudeville en 3 actes d'Antony Mars et Henri Kéroul au théâtre des Folies-Dramatiques : le colonel de Montgiron
- 1901 : Ménage moderne, comédie en 4 actes de Gustave Guiches au théâtre Sarah-Bernhardt : Descombes
- 1901 : Le Maître de forges, pièce en 5 actes de Georges Ohnet au théâtre de la Porte-Saint-Martin : le baron de Préfond
- 1902 : Les Plaideurs, comédie en 3 actes de Jean Racine (en tournée) : l'intimé
- 1903 : Tonton, vaudeville en 3 actes de Louis Péricaud, Lucien Rozenberg et Robert Bonnet : le premier commissaire de police
- 1903 : Au bout du fil, comédie en 1 acte de Miguel Zamacoïs au théâtre des Capucines : Paul
- 1904 : Le Vieux Marcheur, comédie en 5 actes d'Henri Lavedan au Ba-Ta-Clan : le sénateur Labosse
- 1905 : L'Ange du foyer, pièce en 3 actes d'Armand de Caillavet et Robert de Flers au théâtre des Nouveautés : Me Charlotte
- 1905 : L'Abbé Constantin, pièce en 3 actes d'Hector Crémieux et Pierre Decourcelle au théâtre de la Gaîté : le comte de Larnac
- 1907 : Le Voleur, pièce en 3 actes d'Henri Bernstein au théâtre des Nouveautés : Raymond Lagardes
- 1909 : Monsieur Zéro, vaudeville en 3 actes de Paul Gavault et André Mouézy-Eon au théâtre du Palais-Royal : l'Amiral
- 1909 : Le Médecin malgré lui, comédie en 5 actes de Molière (en tournée) : Sganarelle
- 1910 : Tais-toi, mon cœur !, vaudeville en 3 actes de Maurice Hennequin et Pierre Veber au théâtre de la Gaîté : Pinoche[16]
- 1910 : Je t'amène mon fils, pièce en un acte de Marcel Simon à la Comédie-Royale : M. Phoyen
- 1910 : Le Mal au ventre et le pectoral, pièce en 1 acte de Charles Torquet à la Comédie-Royale : Péridot
- 1910 : L'Aventurière, comédie en 5 actes et en vers d'Émile Augier au Grand Théâtre du Havre : Don Annibal
- 1911 : Le Petit Café, pièce en 3 actes de Tristan Bernard au théâtre du Palais-Royal, reprise en 1928 au théâtre de la Madeleine : Bigredon[17]
- 1911 : Paysans et Soldats, drame lyrique en 5 actes de Pierre de Sancy, musique de Noël Gallon, à la Gaîté-Lyrique : le père Jal
- 1913 : La Belle Aventure, comédie en 3 actes de Robert de Flers, Gaston de Caillavet et Étienne Rey au théâtre du Vaudeville : Chartrain
- 1913 : L'Amour en manœuvres, vaudeville en 3 actes de Paul Gavault et André Mouëzy-Éon au théâtre du Vaudeville : le Général
- 1915 : Il faut l'avoir, comédie-revue en 2 actes de Sacha Guitry et Albert Willemetz au théâtre du Palais-Royal
- 1915 : La Cagnotte, comédie-vaudeville en 5 actes d'Eugène Labiche au théâtre du Palais-Royal : Cocarel
- 1916 : Madame et son filleul, pièce en trois actes de Maurice Hennequin, Pierre Veber et Henry de Gorsse au théâtre du Palais-Royal : Pinchon
- 1916 : L'École du piston, comédie en un acte de Tristan Bernard au théâtre Antoine : Barruchon
- 1916 : La Petite dactylo, vaudeville-opérette d'Henry Defreyn au théâtre du Gymnase : Planturel
- 1917 : La Course au bonheur, pièce en 3 actes et 26 tableaux d'Hugues Delorme, musique de Claude Terrasse au théâtre du Châtelet
- 1920 : L'Homme à la rose, pièce en 3 actes d'Henry Bataille au théâtre de Paris : le chapelain
- 1920 : Arsène Lupin, comédie en 4 actes de Francis de Croisset et Maurice Leblanc au théâtre de Paris
- 1922 : Raffles, pièce en 4 actes d'Ernest William Hornung et Eugene Wiley Presbrey, traduction de Dario Niccodemi, au théâtre de Paris : Lord Amersteth
- 1923 : 100 millions qui tombent, comédie-vaudeville en 3 actes de Georges Feydeau au théâtre du Palais-Royal : Mittwoch
- 1924 : Quand je voudrai !, pièce en 3 actes d'Henri Géroule, Maurice Soulié et René Chavance au Théâtre des Nouveautés : Hamelin
- 1924 : On a trouvé une femme nue, pièce en 3 actes d'André Birabeau et Jean Guitton au théâtre des Nouveautés : Jean
- 1926 : Le Docteur Miracle, pièce en 3 actes et 5 tableaux de Francis de Croisset et de Robert de Flers au théâtre de la Madeleine : un académicien
- 1927 : La Livrée de M. le Comte, comédie en 3 actes de Francis de Croisset d'après la pièce de Melville Collins au théâtre de l'Avenue : Vidjian
- 1927 : La Poupée française, comédie en 3 actes et 5 tableaux de Valentine et André Jager-Schmidt au Théâtre Daunou : Soupeaux[18]
- 1927 : Le Fou dans la maison, comédie dramatique de Pierre-Louis Rehm au théâtre des Folies-Dramatiques[19]
- 1928 : Les Constipées, vaudeville en 3 actes et un prologue de Pierre Chaine et Honoré Brunel au théâtre des Folies-Dramatiques : le docteur Mouillette[20]
- 1928 : Le Rabatteur, comédie en 3 actes et 4 tableaux d'Henri Falk au théâtre de l'Avenue : Mazoyer[21]
- 1929 : La Porteuse de pain, drame en 6 actes de Xavier de Montépin et Jules Dornay (en tournée) : Lebret
- 1930 : Mon héritier, comédie en 4 actes d'Antoine Bibesco au théâtre des Mathurins : Victor[22]

## Filmographie
- 1909 : Le Légataire Universel d'André Calmettes
- 1909 : Arsène Lupin de Michel Carré
- 1912 : Trente ans ou la vie d'un joueur d'Adrien Caillard et Georges Monca
- 1913 : Zaza, comédie en 2 parties d'Adrien Caillard : Cascar
- 1913 : L'Aiglon d'Émile Chautard : le comte de Sedlinsky
- 1913 : Un roman parisien d'Adrien Caillard : Holder
- 1913 : Les Pauvre de Paris de Georges Denola : Pierre Bernier
- 1913 : Arsène Lupin contre Ganimard de Michel Carré : le baron Cahorn[23]
- 1914 : Sa Majesté l'Argent d'Adrien Caillard : le Marquis de la Tour
- 1914 : Monsieur Lecoq de Maurice Tourneur
- 1914 : L'Affaire d'Orcival de Gérard Bourgeois
- 1916 : Les Deux Gosses, film en 2 époques et 8 épisodes d'Adrien Caillard : le baron de Saint-Hyriex
- 1918 : Marion de Lorme de Henry Krauss
- 1920 : Poucette ou le plus jeune détective du monde, film en 2 épisodes d'Adrien Caillard : le grand Chabuche
- 1921 : Chichinette et Cie d'Henri Desfontaines
- 1921 : La Tourmente de Serge Nadejdine : Parker
- 1922 : Le Crime du Bouif d'Henri Pouctal
- 1922 : Son Altesse d'Henri Desfontaines : le grand chambellan
- 1922 : La Résurrection du Bouif d'Henri Pouctal : Hasenfatz
- 1922 : La Bâillonnée, film en 7 épisodes de Charles Burguet
- 1923 : Un bon petit diable de René Leprince : Old Nick
- 1925 : La Cible de Serge Nadejdine : Parker
- 1929 : Le Collier de la reine de Gaston Ravel et Tony Lekain : le joaillier Boehmer
- 1931 : Maison de danses de Maurice Tourneur : Don Cristobal
- 1931 : Monsieur le duc de Jean de Limur : l'évêque
- 1931 : Durand contre Durand d'Eugène Thiele et Léo Joannon : Lévy-Bloch